# 安藤孝子
安藤 孝子（あんどう たかこ、1937年11月26日 - ）は元祇園甲部芸妓で、日本テレビ系列の深夜番組『11PM』の藤本義一の初代アシスタントを務めた。芸妓名は『孝千代』（たかちよ）であった。

## 経歴
大阪市南区（現・中央区）宗右衛門町の生まれで、4歳の頃京都市に引っ越した。
10代で祇園甲部芸妓、貝田孝江（かいだ たかえ）の妹分として店出し（芸妓、舞妓の披露）、舞妓、芸妓時代を経て、タレントに転身。『11PM』の初代アシスタントとして火曜日、木曜日（よみうりテレビ制作）の担当を務めた。現在、株式会社安藤監査役。

## タレントとしての活動

### テレビ出演（『11PM』以外）
- 祇園物語（よみうりテレビ、三田佳子主演のドラマ。方言指導として。これが『11PM』の起用につながった）
- ワイドショー・プラスα（ABC）
- おきばりやす（よみうりテレビ、ドラマ。考証兼任）
- 米朝ファミリー・和朗亭（ABC）
- 京まんだら（MBS、帯ドラマ）
- こんにちは!奥さん2時です（東京12チャンネル。KBS京都・サンテレビと共同制作）
- 特ダネ記者（日本テレビ） - おたかのママ 役

### 映画
- 愛のお荷物（芸妓時代、監督である川島雄三と親しくなったことから舞妓姿のまま出演した）
- クレージーの怪盗ジバコ
- 千夜一夜物語（アニメ）- 女護が島の女
- 仁鶴・可朝・三枝の男三匹やったるでえ!
- 喜劇 駅前競馬

### 音楽
- 「京おんな」（日本クラウン、1966年。作詞：藤本義一、作曲・編曲：山下毅雄。CD『早すぎた奇才 山下毅雄の全貌／MISSION5～未発掘編』収録）

## 書籍
- 『異例聞どすぇ』（1966年、ルック社）
- 『こんばんわ11PMです』ルック社, 1968